# Dayglow
Sloan Struble (Fort Worth, Texas, 10 de agosto de 1999), más conocido como Dayglow, es un cantante, compositor y productor musical estadounidense de indie pop. Lanzó su álbum debut, Fuzzybrain, el 28 de septiembre de 2018. Desde 2019, los miembros de las presentaciones en vivo de Dayglow están formados por el guitarrista Nate Davis, el tecladista Nico Fennell, el bajista Eric Loop y el baterista Brady Knippa.

## Vida personal
Struble nació en Texas. A los 10 años, comenzó a trabajar con GarageBand para aprender a tocar la guitarra, el bajo, el teclado, el sintetizador y la batería, así como producir y mezclar para crear música. Comenzó a asistir a la Universidad de Texas en Austin en 2018, donde estudió publicidad.

## Carrera profesional

### 2016-2017: Kindred
El 1 de octubre de 2016, bajo el nombre de KINDRED, Struble lanzó su primer álbum, también titulado KINDRED. A lo largo de 2017, KINDRED lanzó tres sencillos. La primera, una versión reescrita de "That's Just Life" de Francis and the Lights, fue lanzada el 14 de enero de 2017. A esto le siguió "This Love" el 6 de marzo de 2017. El 30 de marzo de 2017, Struble lanzó su última canción con el nombre de KINDRED, "Spent my Life". "Spent my Life" es la única canción lanzada con el nombre de KINDRED que está disponible en servicios de transmisión como Spotify, YouTube y Apple Music, mientras que el resto de las canciones de KINDRED solo están disponibles en SoundCloud.

### 2017-2020: cambio de marca como Dayglow y Fuzzybrain
A finales de 2017, Struble pasó a llamarse Dayglow. El 29 de septiembre de 2017, Struble lanzó su primera canción bajo el nombre de Dayglow, "Mindless Creatures". Al día siguiente, lanzó "Run The World !!!". El 30 de enero de 2018, Struble lanzó "Can I Call You Tonight?". "¿Puedo llamarte esta noche?" se convirtió en su primera canción comercialmente exitosa, y luego recibió la certificación "Gold" de la RIAA, en parte debido a su popularidad en TikTok y Spotify. El 30 de mayo de ese año, Struble lanzó su cuarto sencillo como Dayglow, "False Direction".
El 27 de septiembre de 2018, Dayglow lanzó su primer álbum de larga duración, Fuzzybrain, con los sencillos lanzados anteriormente "Run The World !!!", "Can I Call You Tonight?" y "False Direction". Después del lanzamiento del álbum, Struble fue invitado a actuar en el Austin City Limits Music Festival en BMI Stage el 12 de octubre. La portada del álbum presenta un modelo de arcilla de la cabeza de Struble, que él mismo moldeó. El 13 de noviembre de 2019, Struble lanzó una versión ampliada de Fuzzybrain, con las nuevas canciones "Nicknames" y "Listerine", bajo Acrophase Records.

### 2021-presente: Harmony House
El 11 de enero de 2021, Struble lanzó su primera canción desde 2019, "Close to You", junto con un video musical adjunto. El 13 de enero de 2021 el sencillo "Can I Call You Tonight?" fue certificado Gold.
El 22 de febrero de 2021, Struble anunció su segundo álbum de larga duración, Harmony House. El álbum se lanzará actualmente el 21 de mayo de 2021 a través de Very Nice Records. El mismo día, Struble lanzó el segundo sencillo del álbum, "Something". Según Struble, "Something" refleja la forma en que se utilizan las redes sociales, diciendo: "Las cosas nunca nos satisfarán, pero siempre estamos deseando más y más y es una lamentable pérdida de tiempo".

## Estilo
Struble eligió el nombre Dayglow de la canción "Day Glo" de Brazos. La música de Dayglow es una mezcla de pop alternativo e indie pop. Washington Square News escribió que el estilo de Struble "se inspira en el estilo alegre y maravilloso de otros artistas como Doobie Brothers y Michael McDonald". Otras inspiraciones para su estilo musical incluyen Michael Jackson y Tame Impala.

## Discografía

### Álbumes de estudio

#### Como Kindred
| Título  | Detalles                                                                                | Lista de canciones |  |
| ------- | --------------------------------------------------------------------------------------- | --- |  |
| KINDRED | - Lanzamiento: 1 de octubre de 2016 - Etiqueta: Autoedición - Formato: descarga digital | \| N.º \| Título \| Duración \| \| \| 1. \| «When It All Started» \| 3:53 \| \| \| 2. \| «Lost In The Beat» \| #:35 \| \| \| 3. \| «Green Sea» \| 3:11 \| \| \| 4. \| «Ways to Go (DEMO)» \| 2:37 \| \| \| 5. \| «Japan» \| 3:36 \| \| \| 6. \| «Sarah» \| 4:16 \| \| \| 7. \| «Crowns (DEMO)» \| 3:15 \| \| |  |
| N.º     | Título                                                                                  | Duración |  |
| 1.      | «When It All Started»                                                                   | 3:53 |  |
| 2.      | «Lost In The Beat»                                                                      | #:35 |  |
| 3.      | «Green Sea»                                                                             | 3:11 |  |
| 4.      | «Ways to Go (DEMO)»                                                                     | 2:37 |  |
| 5.      | «Japan»                                                                                 | 3:36 |  |
| 6.      | «Sarah»                                                                                 | 4:16 |  |
| 7.      | «Crowns (DEMO)»                                                                         | 3:15 |  |

#### Como Dayglow
| N.º | Título                    | Duración |  |
| 1.  | «False Direction»         | 4:37     |  |
| 2.  | «Can I Call You Tonight?» | 4:39     |  |
| 3.  | «Hot Rod»                 | 3:24     |  |
| 4.  | «Run The World!!!»        | 2:56     |  |
| 5.  | «Fair Game»               | 4:23     |  |
| 6.  | «Dear Friend»             | 2:22     |  |
| 7.  | «Fuzzybrain»              | 3:39     |  |
| 8.  | «Junior Varsity»          | 4:12     |  |
| 9.  | «Nicknames»               | 3:24     |  |
| 10. | «Listerine»               | 3:36     |  |

| N.º | Título                     | Duración |  |
| 1.  | «Something»                | 1:54     |  |
| 2.  | «Medicine»                 | 3:50     |  |
| 3.  | «Balcony»                  | 2:31     |  |
| 4.  | «December»                 | 3:12     |  |
| 5.  | «Close To You»             | 3:14     |  |
| 6.  | «Crying on The Dancefloor» | 4:24     |  |
| 7.  | «Into Blue»                | 3:40     |  |
| 8.  | «Moving Out»               | 3:01     |  |
| 9.  | «Woah Man»                 | 3:28     |  |
| 10. | «Strangers»                | 2:53     |  |
| 11. | «Like Ivy»                 | 2:34     |  |

### Solitarios

#### Como Kindred
| Título                                                                      | Año  | Peak chart positions | Peak chart positions | Peak chart positions | Certificaciones | Álbum               |
| Título                                                                      | Año  | US Alt.              | US Rock              | US AAA               | Certificaciones | Álbum               |
| --------------------------------------------------------------------------- | ---- | -------------------- | -------------------- | -------------------- | --------------- | ------------------- |
| "Francis and the Lights - That's Just Life (Kindred Re-Write)"              | 2017 | -                    | -                    | -                    |                 | Solitario sin álbum |
| "This Love"                                                                 | 2017 | -                    | -                    | -                    |                 | Solitario sin álbum |
| "Spent My Life"                                                             | 2017 | -                    | -                    | -                    |                 | Solitario sin álbum |
| "—" denota una grabación que no se trazó o no se publicó en ese territorio. |      |                      |                      |                      |                 |                     |

#### Como Dayglow
| Título                                                                      | Año  | Peak chart positions | Peak chart positions | Peak chart positions | Certificaciones | Álbum               |
| Título                                                                      | Año  | US Alt.              | US Rock              | US AAA               | Certificaciones | Álbum               |
| --------------------------------------------------------------------------- | ---- | -------------------- | -------------------- | -------------------- | --------------- | ------------------- |
| "Mindless Creatures"                                                        | 2017 | -                    | -                    | -                    |                 | Solitario sin álbum |
| "Run The World!!!"                                                          | 2017 | -                    | -                    | -                    |                 | Fuzzybrain          |
| "Can I Call You Tonight?"                                                   | 2018 | 3                    | 16                   | 5                    | RIAA: Gold      | Fuzzybrain          |
| "False Direction"                                                           | 2018 | -                    | -                    | -                    |                 | Fuzzybrain          |
| "Close to You"                                                              | 2021 | 22                   | 43                   | 20                   |                 | Harmony House       |
| "Something"                                                                 | 2021 | -                    | -                    | -                    |                 | Harmony House       |
| "Woah Man"                                                                  | 2021 | -                    | -                    | -                    |                 | Harmony House       |
| "Balcony"                                                                   | 2021 | -                    | -                    | -                    |                 | Harmony House       |
| "—" denota una grabación que no se trazó o no se publicó en ese territorio. |      |                      |                      |                      |                 |                     |